# Ladislav Moník
Ladislav Moník (5. dubna 1940, Hradec Králové – 20. dubna 2011) byl český fotbalista, záložník a fotbalový trenér.

## Fotbalová kariéra
Začínal až v 15 letech v RH Hradec Králové, ale předtím hrál národní házenou za Ikar Kukleny. Na vojně hrál za VTJ Dukla Olomouc. V roce 1962 odešel do Spartaku Hradec Králové, první rok hrál za B-tým a od další sezóny hrál za první tým po boku Hledíka, Pičmana, Schmidta, Šonky, Tauchena, Zikána a dalších. Hrál na postu záložníka a byl příkladem bojovníka a dříče. Za Hradec Králové nastoupil ve 185 utkáních, z toho v první lize v 63 utkáních a dal 2 ligové góly.

## Ligová bilance
| Ročník                                   | Zápasy | Góly | Klub                   |
| ---------------------------------------- | ------ | ---- | ---------------------- |
| 1. československá fotbalová liga 1963/64 | 9      | 0    | Spartak Hradec Králové |
| 2. československá fotbalová liga 1964/65 | -      | -    | Spartak Hradec Králové |
| 1. československá fotbalová liga 1965/66 | 26     | 1    | Spartak Hradec Králové |
| 1. československá fotbalová liga 1966/67 | 25     | 1    | Spartak Hradec Králové |
| 2. československá fotbalová liga 1967/68 | -      | -    | Spartak Hradec Králové |
| 2. československá fotbalová liga 1968/69 | -      | -    | Spartak Hradec Králové |
| 2. československá fotbalová liga 1969/70 | -      | -    | Spartak Hradec Králové |
| 2. československá fotbalová liga 1970/71 | -      | -    | Spartak Hradec Králové |
| 2. československá fotbalová liga 1971/72 | -      | -    | Spartak Hradec Králové |
| 1. československá fotbalová liga 1972/73 | 3      | 0    | Spartak Hradec Králové |
| CELKEM 1. liga                           | 63     | 2    |                        |

## Trenérská kariéra
Po skončení aktivní kariéry se ihned začal věnovat trénování, převážně v Hradci Králové u mládeže.